# TRILOGY
『TRILOGY』（トリロジー）は、宇都宮隆が2012年9月5日にKING RECORDSからリリースした10枚目のオリジナル・アルバム。

## 解説
宇都宮隆名義のソロアルバムとしては『takashi utsunomiya from SPIN OFF 2005 to 2007』以来5年3か月ぶり、メジャーレーベルから発売されたフルアルバムとしては『wantok』以来9年ぶりとなる作品。
宇都宮のソロ活動20周年を記念したアルバムだが、宇都宮自身は珍しくプロデュース作業に関わっていない。
音楽プロデュース・全作曲はnishi-kenが担当。小室哲哉、松本孝弘、小室みつ子等TM NETWORK関連の音楽家がゲスト参加している。
本作はキングレコードからのリリースだが、同レーベルからのシングル「CROSS」のほかに、ランティスからのシングル「Love chase 〜夢を越えて〜」も収録された。
なお、アルバム発売から3日後の9月8日から11月18日にかけて開催したコンサートツアー『Takashi Utsunomiya Solo 20th Anniversary Tour 2012 20miles』のライブ会場限定販売商品としてシングル「One Of A Kind」が同レーベルから発売されているが、このシングルは本作には収録されていない。
初回限定盤はデジパック仕様。

## 収録曲
| 全作曲・編曲: nishi-ken。 |                                       |                          |            |      |
| #                         | タイトル                              | 作詞                     | 作曲・編曲 | 時間 |
| 1.                        | 「インディゴの彼方」                  | 田中花乃                 | nishi-ken  | 4:40 |
| 2.                        | 「CROSS」                             | nishi-ken、gichi ohtsuka | nishi-ken  | 4:29 |
| 3.                        | 「必然の夢」                          | 小室哲哉                 | nishi-ken  | 4:39 |
| 4.                        | 「TRILOGY -Interlude-」(Instrumental) |                          | nishi-ken  | 1:17 |
| 5.                        | 「Parallel Dream」                    | 小室みつ子               | nishi-ken  | 4:46 |
| 6.                        | 「Dance w/z Me」                      | nishi-ken                | nishi-ken  | 5:19 |
| 7.                        | 「Bad Gentleman」                     | 牧穂エミ                 | nishi-ken  | 4:13 |
| 8.                        | 「TRILOGY (Instrumental)」            |                          | nishi-ken  | 3:29 |
| 9.                        | 「Love chase 〜夢を越えて〜」         | JIN                      | nishi-ken  | 5:19 |
| 10.                       | 「feedback」                          | nishi-ken                | nishi-ken  | 4:12 |
| 11.                       | 「Times mile」                        | 田中花乃                 | nishi-ken  | 6:08 |
| 合計時間:                 | 合計時間:                             | 合計時間:                | 48:31      |      |

## 参加ミュージシャン
- nishi-ken - キーボード・プログラミング・コーラス・ギター(#6・9・10)・ベース(#5)
- 松本孝弘 - ギター(#1)
- 松尾和博 - ギター(#2・5・7・11)
- 木村建 - ギター(#3)
- Ikuo - ベース(#7)
- 阿部薫 - ドラムス(#7)
- 望月英莉加 - コーラス(#7)
- 伊東俊郎 - レコーディング・エンジニア
- 西沢栄一 - ミキシング・エンジニア

## タイアップ
CROSS
- アニメ「元気!! 江古田ちゃん」エンディングテーマ兼「ユルアニ?」挿入歌。

Love chase 〜夢を越えて〜
- OVA『ボトムズファインダー』エンディングテーマ。